# بدبومرغ‌ها
بدبومرغ‌ها یا بدبوکاکایی‌ها (نام علمی: Fulmarus) نام یک سرده از تیره کبوتردریاییان است.

## نگارخانه

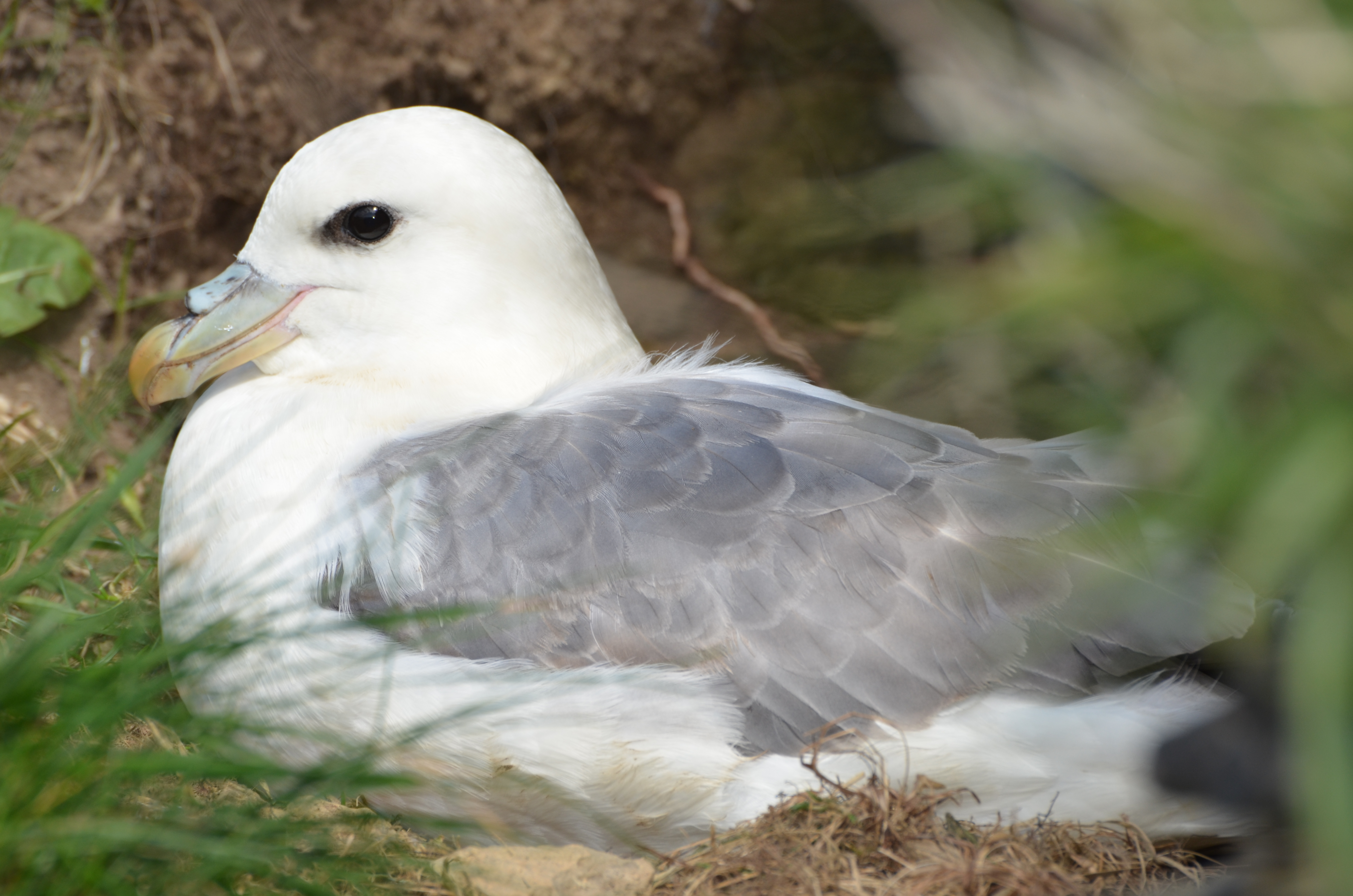
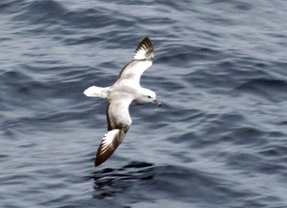
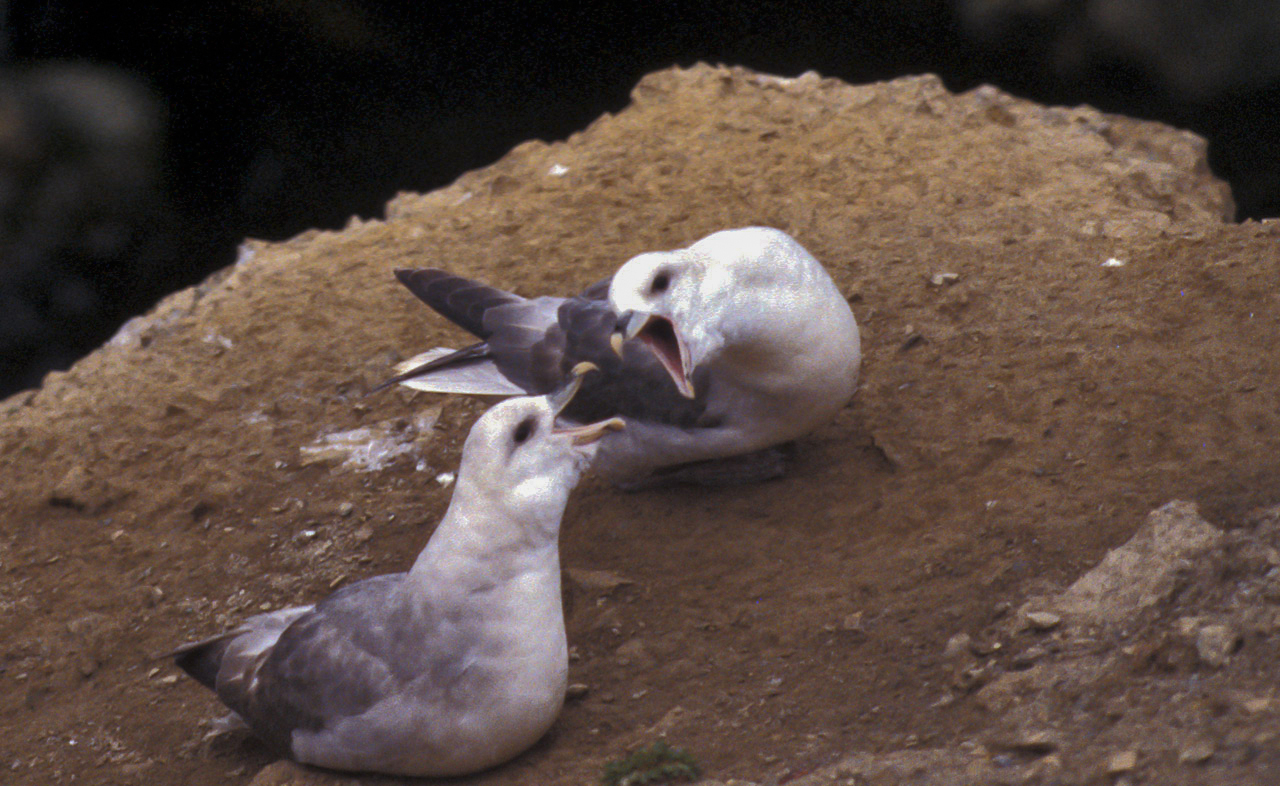
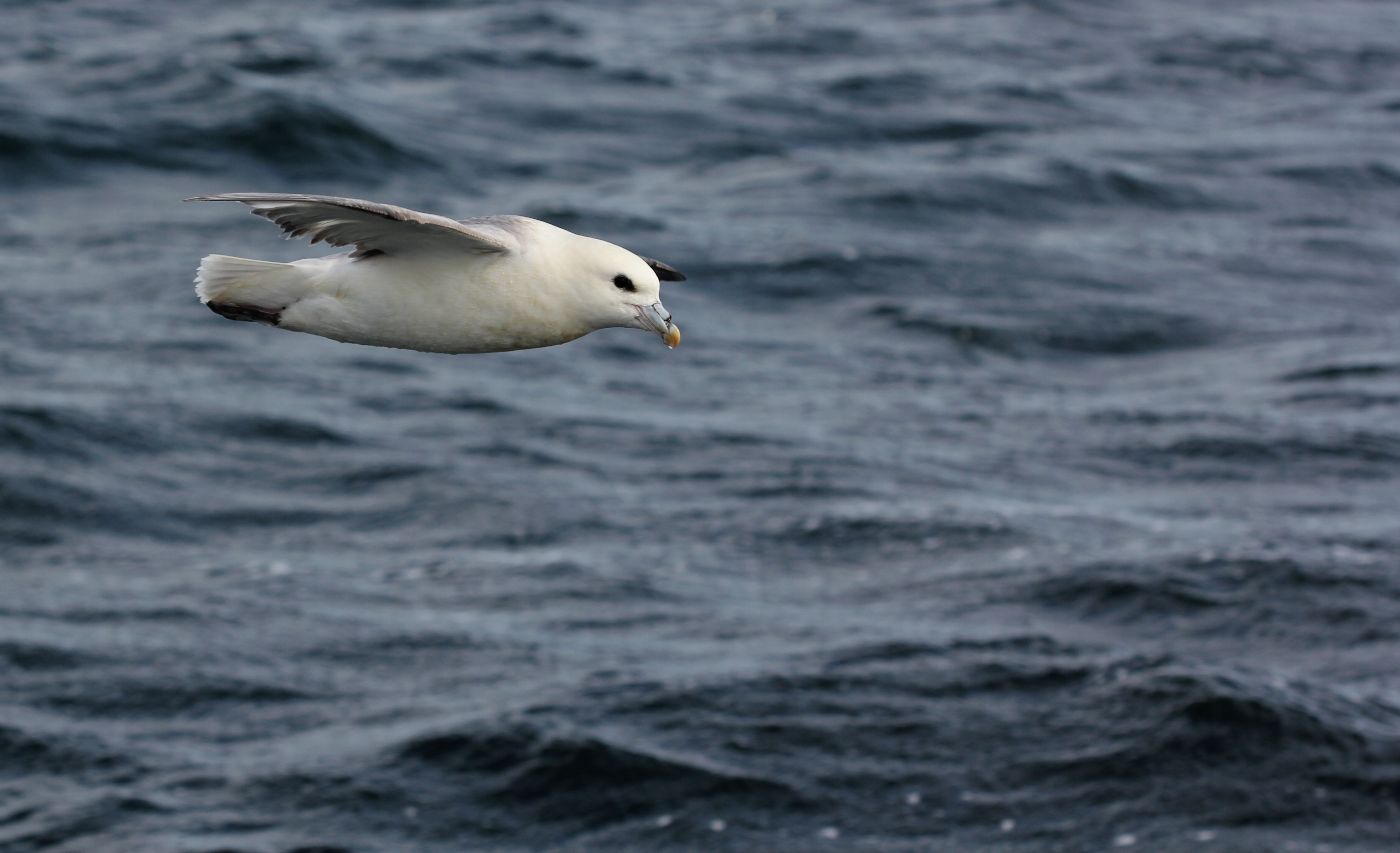
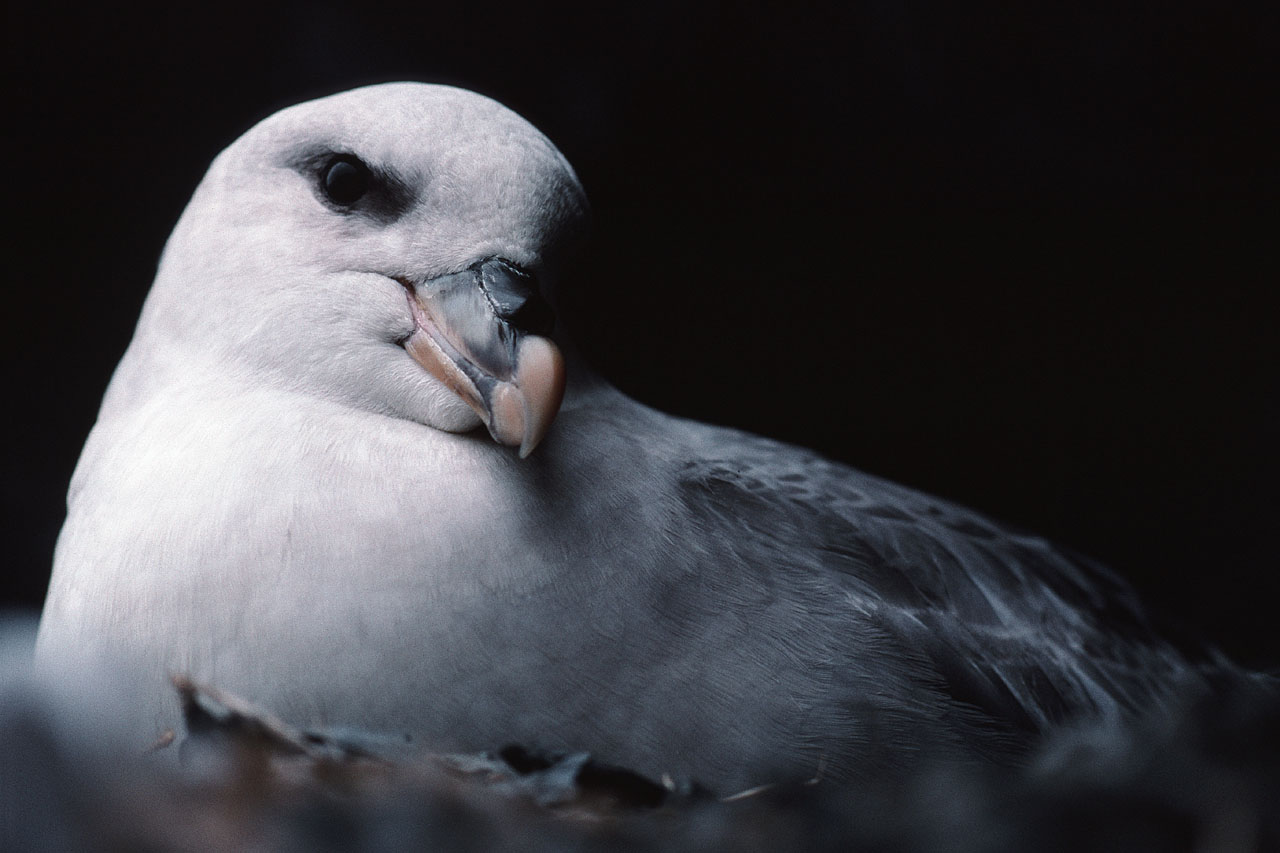
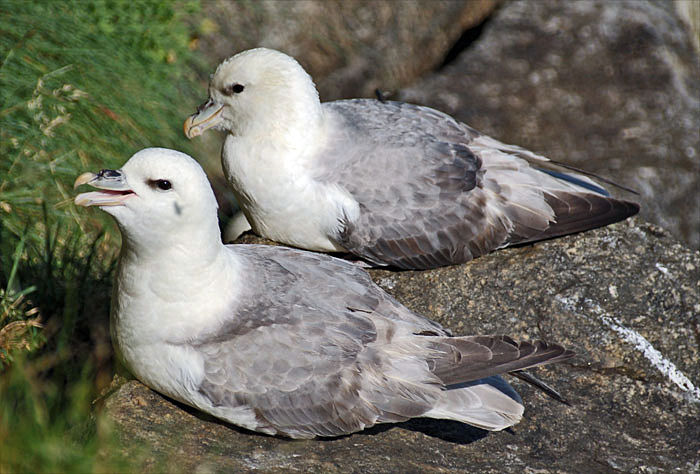
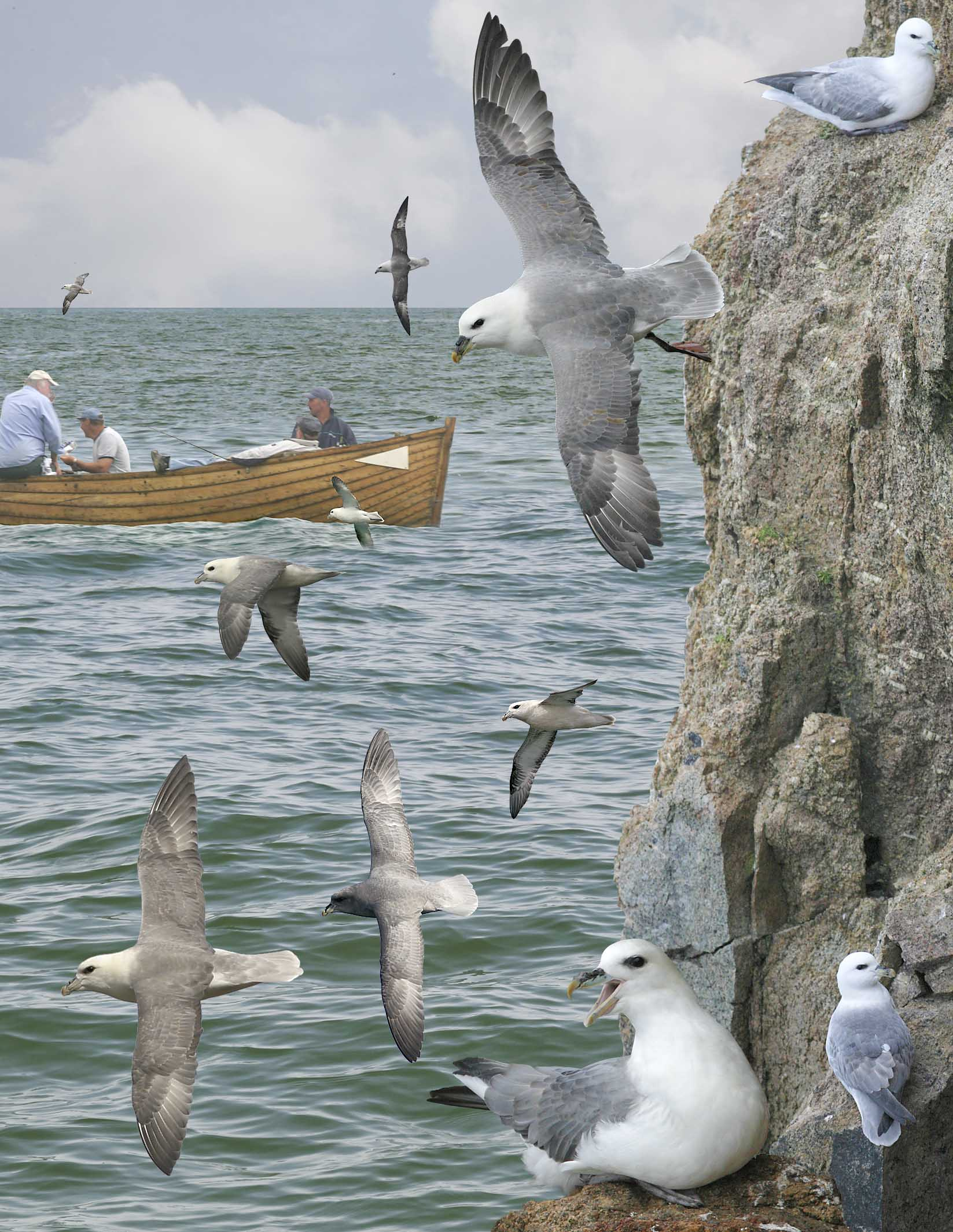